# Ariadne musica
Pour les articles homonymes, voir Ariadne (homonymie).
Ariadne musica est une collection de musique d'orgue de Johann Caspar Ferdinand Fischer, publiée en 1702. La partie principale de la collection est un cycle de 20 préludes et fugues dans les différentes tonalités, ainsi l’Ariadne musica est considéré comme un important précurseur du Clavier bien tempéré, de structure similaire.
Le titre fait référence au mythe grec où Thésée trouve un moyen de sortir du labyrinthe du Minotaure à l'aide d'une pelote de fil qu'Ariane, fille du roi Minos de Crète, lui a donnée. On peut dire que la musique de la collection guide l'auditeur à travers un labyrinthe de tonalités. Fischer a également utilisé la mythologie grecque pour le nom d'un important recueil de musique, son Musicalischer Parnassus.
La première édition d’Ariadne musica paraît en 1702 à Schlackenwerth. L'ouvrage est réimprimé plusieurs fois au cours de la vie de Fischer. L'impression d'origine est mentionnée par Johann Gottfried Walther dans le Musicalisches Lexicon, aujourd'hui perdu, mais une copie manuscrite survit.

## Pièces
20 préludes et fugues : 
- Prélude et fugue no 1 en ut majeur
- Prélude et fugue no 2 en ut-dièse mineur
- Prélude et fugue no 3 en ré mineur
- Prélude et fugue no 4 en ré majeur
- Prélude et fugue no 5 en mi-bémol majeur
- Prélude et fugue no 6 en mi phrygienne
- Prélude et fugue no 7 en mi dorienne
- Prélude et Fugue no 8 en mi majeur
- Prélude et Fugue no 9 en fa mineur
- Prélude et Fugue no 10 en fa majeur
- Prélude et Fugue no 11 en fa-dièse mineur
- Prélude et Fugue no 12 en sol mineur
- Prélude et Fugue no 13 en sol majeur
- Prélude et Fugue no 14 en la-bémol majeur
- Prélude et Fugue no 15 en la mineur
- Prélude et Fugue no 16 en la majeur
- Prélude et Fugue no 17 en si-bémol majeur
- Prélude et Fugue no 18 en si mineur
- Prélude et Fugue no 19 en si majeur
- Prélude et Fugue no 20 en ut mineur

5 ricercares sur des mélodies de choral, chacun lié à des événements catholiques :
- Ricercar pro Tempore Adventus, en ut majeur (sur les Ave Maria klare, pour l'Avent)
- Ricercar pro Festis Natalitys, en ut majeur (sur Der Tag der ist so freudenreich, pour Noël)
- Ricercar pro Tempore Quadragesimae, en la mineur (sur Da Jésus an dem Kreuze stund, pour le Carême)
- Ricercar pro Festis Paschalibus, en ré mineur (sur le Christ ist erstanden, pour Pâques)
- Ricercar pro Festis Pentecostalibus, en fa majeur (sur Komm, heiliger Geist, pour la Pentecôte)

Toutes les pièces sont assez courtes et certaines fugues sont très brèves : sept mesures pour la fugue en la mineur, la plus courte. La plupart sont à 4/4, à quelques exceptions près — notamment la fugue en mi dorienne qui est à 12/8. Les préludes varient selon les morceaux de courts passages simplistes dans le style de la toccata, sur de longs accords soutenus (comme, par exemple ceux en ut majeur et en sol majeur) à une œuvre un peu plus complexe avec de brefs passages en imitations, tel ce passages de la fin du prélude en mi-bémol majeur :
Les fugues sont toutes à quatre voix, à l'exception de celle en la-bémol majeur, qui ajoute une cinquième partie de doubler à l'octave dans le dernier accord. Certaines sont lâchement reliés à la thématique de l'accompagnement des préludes.
Le ricercares sont tous conçus avec des thèmes écrits en rondes et blanches, le Ricercar pro Festis Natalitys, en ut majeur  étant une exception notable, avec le thème composé principalement de noires et de croches. Trois sont marqués alla breve, alors que le Ricercar pro Festis Natalitys est 4/4 et le ricercare en fa majeur est à 3/2.
Ricercar pro Festis Paschalibus a été par le passé attribué à Jean-Sébastien Bach et répertoriés dans le catalogue BWV comme BWV 746, prélude de chorale Christ ist erstanden.

## Liens avec Bach
Le lien le plus évident avec Le Clavier bien tempéré de Bach avec l’Ariadne Musica, est utilisation par Bach de sujet de fugues empruntées à Fischer :
Les six notes du sujet de la fugue à quatre voix en mi majeur de Fischer (exemple plus haut) est utilisé par Bach comme le sujet de la fugue en mi du second volume du Clavier bien tempéré, BWV878/2, également à quatre voix : 
La pièce de Fischer est assez courte (bien que moins courte que, par exemple les huit mesures de la fugue en mi phrygienne de la même collection) et majoritairement construite à l'aide de notes aux valeurs longues. La fugue de Bach est beaucoup plus complexe, avec un contrepoint dense et beaucoup plus longue — bien que le sujet de Fischer, dans l'une des rares pièces du Clavier qui soit conçu avec quantité de rondes et de blanches dans toutes les voix.
Le même sujet de six notes se trouve également dans deux compositions du XVIIe siècle, du célèbre Johann Jakob Froberger : Fantaisie n° 2 et Ricercare n° 4. Ce dernier est présenté ici, mettant en évidence le thème présenté de manière inversée :
Il est possible que Fischer ait emprunté le thème à Froberger. En outre, la fugue en mi-bémol majeur de Fischer et la fugue en sol mineur du volume I du Clavier bien tempéré de Bach possèdent une structure similaire concernant l'utilisation du contre-sujet ; le sujet de la fugue de Bach, est une version légèrement modifiée de celle de Fischer. Les deux fugues ut majeur de Bach et de Fischer, sont fortement basées sur les strettes et leurs sujets sont un peu similaires rythmiquement.

## Enregistrements
L'Ariadne musica est rarement joué ou enregistré, bien que les préludes et fugues apparaissent fréquemment sur diverses compilations de musique d'orgue Baroque. Voici une liste partielle des enregistrements qui comportent au moins une partie de Ariadne musica (préludes et fugues ou ricercares) ou dans son intégralité :
- Johann Caspar Ferdinand Fischer : Ariadne musica, Wolfgang Baumgratz (1992, Christophorus) Intégrale
- Allemand Musique pour orgue vol. 1 - Joseph Payne, sur trois orgues différents (1994, Naxos 550964) Ricercare non inclus.
- Johann Caspar Ferdinand Fischer : Blumen-Strauss: Œuvres pour orgue - Serge Schoonbroodt (2002, Æolus AE-10321) Intégrale
- Une joie pour toujours : opus 41 à Goshen College - Bradley Lehman (2006, LaripS 1002) Intégrale
- J. K. F. Fischer : Ariadne Musica (20 Préludes & Fugues) ; œuvres de Caldara, Bach, Beethoven, & Sorge - Franz Haselböck (Musical Heritage Society MHS 1634).

## Articles contextuels
- Musicalischer Parnassus